# Grand Prix automobile d'Allemagne 1990
GP précédent GP suivant
Le Grand Prix automobile d'Allemagne 1990 (Grosser Mobil 1 Preis von Deutschland), disputé sur le circuit d'Hockenheim situé dans le land de Bade-Wurtemberg en Allemagne le 29 juillet 1990, est la trente-huitième édition du Grand Prix, la 493e épreuve du championnat du monde de Formule 1 courue depuis 1950 et la neuvième manche du championnat 1990.

## Classement
| Pos. | No | Pilote             | Écurie            | Tours | Temps/Abandon                      | Grille | Points |
| ---- | -- | ------------------ | ----------------- | ----- | ---------------------------------- | ------ | ------ |
| 1    | 27 | Ayrton Senna       | McLaren-Honda     | 45    | 1 h 20 min 41 s 164 (227,616 km/h) | 1      | 9      |
| 2    | 19 | Alessandro Nannini | Benetton-Ford     | 45    | + 6 s 520                          | 9      | 6      |
| 3    | 28 | Gerhard Berger     | McLaren-Honda     | 45    | + 8 s 553                          | 2      | 4      |
| 4    | 1  | Alain Prost        | Ferrari           | 45    | + 45 s 270                         | 3      | 3      |
| 5    | 6  | Riccardo Patrese   | Williams-Renault  | 45    | + 48 s 028                         | 5      | 2      |
| 6    | 5  | Thierry Boutsen    | Williams-Renault  | 45    | + 1 min 21 s 491                   | 6      | 1      |
| 7    | 16 | Ivan Capelli       | Leyton House-Judd | 44    | + 1 tour                           | 10     |        |
| 8    | 11 | Derek Warwick      | Lotus-Lamborghini | 44    | + 1 tour                           | 16     |        |
| 9    | 10 | Alex Caffi         | Arrows-Ford       | 44    | + 1 tour                           | 18     |        |
| 10   | 25 | Nicola Larini      | Ligier-Ford       | 43    | + 2 tours                          | 22     |        |
| 11   | 4  | Jean Alesi         | Tyrrell-Ford      | 40    | Transmission                       | 8      |        |
| Nc.  | 36 | Jyrki Järvilehto   | Monteverdi-Ford   | 39    | Non classé                         | 25     |        |
| Abd. | 29 | Éric Bernard       | Lola-Lamborghini  | 35    | Pression d'essence                 | 12     |        |
| Abd. | 30 | Aguri Suzuki       | Lola-Lamborghini  | 33    | Embrayage                          | 11     |        |
| Abd. | 3  | Satoru Nakajima    | Tyrrell-Ford      | 24    | Moteur                             | 13     |        |
| Abd. | 20 | Nelson Piquet      | Benetton-Ford     | 23    | Moteur                             | 7      |        |
| Abd. | 23 | Pierluigi Martini  | Minardi-Ford      | 20    | Moteur                             | 15     |        |
| Abd. | 35 | Gregor Foitek      | Monteverdi-Ford   | 19    | Sortie de piste                    | 26     |        |
| Abd. | 2  | Nigel Mansell      | Ferrari           | 15    | Châssis                            | 4      |        |
| Abd. | 15 | Mauricio Gugelmin  | Leyton House-Judd | 12    | Moteur                             | 14     |        |
| Abd. | 7  | David Brabham      | Brabham-Judd      | 12    | Soupape                            | 21     |        |
| Dsq. | 26 | Philippe Alliot    | Ligier-Ford       | 12    | Disqualifié                        | 24     |        |
| Abd. | 9  | Michele Alboreto   | Arrows-Ford       | 10    | Moteur                             | 19     |        |
| Abd. | 12 | Martin Donnelly    | Lotus-Lamborghini | 1     | Embrayage                          | 20     |        |
| Abd. | 21 | Emanuele Pirro     | BMS Dallara-Ford  | 0     | Collision                          | 23     |        |
| Abd. | 8  | Stefano Modena     | Brabham-Judd      | 0     | Embrayage                          | 17     |        |
| Nq.  | 14 | Olivier Grouillard | Osella-Ford       |       | Non qualifié                       |        |        |
| Nq.  | 24 | Paolo Barilla      | Minardi-Ford      |       | Non qualifié                       |        |        |
| Nq.  | 18 | Yannick Dalmas     | AGS-Ford          |       | Non qualifié                       |        |        |
| Nq.  | 22 | Andrea De Cesaris  | BMS Dallara-Ford  |       | Non qualifié                       |        |        |
| Npq. | 17 | Gabriele Tarquini  | AGS-Ford          |       | Non préqualifié                    |        |        |
| Npq. | 33 | Roberto Moreno     | Eurobrun-Judd     |       | Non préqualifié                    |        |        |
| Npq. | 31 | Bertrand Gachot    | Coloni-Ford       |       | Non préqualifié                    |        |        |
| Npq. | 34 | Claudio Langes     | Eurobrun-Judd     |       | Non préqualifié                    |        |        |
| Npq. | 39 | Bruno Giacomelli   | Life-Rocchi       |       | Non préqualifié                    |        |        |

## Pole position et record du tour
- Pole position : Ayrton Senna en 1 min 40 s 198 (vitesse moyenne : 244,388 km/h).
- Meilleur tour en course : Thierry Boutsen en 1 min 45 s 602 au 31e tour (vitesse moyenne : 231,882 km/h).

## Tours en tête
- Ayrton Senna : 29 (1-17 / 34-45)
- Alessandro Nannini : 16 (18-33)

## Statistiques
- 24e victoire pour Ayrton Senna.
- 84e victoire pour McLaren en tant que constructeur.
- 56e victoire pour Honda en tant que motoriste.
- Unique Grand Prix de l'écurie Monteverdi, ex-Onyx.
- Philippe Alliot est disqualifié pour aide extérieure.

## Classements généraux à l'issue de la course
| Pos. | Pilote             | Écurie            | Points |
| ---- | ------------------ | ----------------- | ------ |
| 1    | Ayrton Senna       | McLaren-Honda     | 48     |
| 2    | Alain Prost        | Ferrari           | 44     |
| 3    | Gerhard Berger     | McLaren-Honda     | 29     |
| 4    | Nelson Piquet      | Benetton-Ford     | 18     |
| 5    | Thierry Boutsen    | Williams-Renault  | 18     |
| 6    | Nigel Mansell      | Ferrari           | 13     |
| 7    | Alessandro Nannini | Benetton-Ford     | 13     |
| 8    | Jean Alesi         | Tyrrell-Ford      | 13     |
| 9    | Riccardo Patrese   | Williams-Renault  | 12     |
| 10   | Ivan Capelli       | Leyton House-Judd | 6      |
| 11   | Éric Bernard       | Lola-Lamborghini  | 4      |
| 12   | Alex Caffi         | Arrows-Ford       | 2      |
| 13   | Stefano Modena     | Brabham-Judd      | 2      |
| 14   | Derek Warwick      | Lotus-Lamborghini | 1      |
| 15   | Satoru Nakajima    | Tyrrell-Ford      | 1      |
| 16   | Aguri Suzuki       | Lola-Lamborghini  | 1      |

| Pos. | Écurie            | Points |
| ---- | ----------------- | ------ |
| 1    | McLaren-Honda     | 77     |
| 2    | Ferrari           | 57     |
| 3    | Williams-Renault  | 31     |
| 4    | Benetton-Ford     | 30     |
| 5    | Tyrrell-Ford      | 14     |
| 6    | Leyton House-Judd | 6      |
| 7    | Lola-Lamborghini  | 5      |
| 8    | Arrows-Ford       | 3      |
| 9    | Brabham-Judd      | 2      |
| 10   | Lotus-Lamborghini | 1      |